# Simon Wallmo
Simon Wallmo var en glasmålare verksam under 1700-talets första hälft.
Wallmo utförde 1715–1718 glasmålningar i Tveta kyrka, Södermanlands län. Han var troligen bosatt i Södertälje och finns där nämnd som mäster Simom Wallmo. Han tillhörde troligen inte den stora och kända släkten Wallmo. 